# Râul Siriu
Râul Siriu este un curs de apă, afluent al râului Buzău. Râul se formează la confluența brațelor Siriu Mare și Siriu Mic

## Hărți
- Harta Munții Buzăului [nefuncțională – arhivă]